# اللواء 17 مشاة (اليمن)
اللواء 17 مشاة هو لواء مشاة يمني يتمركز في باب المندب بمديرية ذباب وجزيرة ميون بمحافظة تعز، ويتبع عمليات المنطقة العسكرية الرابعة.

## القادة
| م | القائد                                | بداية | نهاية | المدة |
| - | ------------------------------------- | ----- | ----- | ----- |
| 1 | العميد الركن / صالح مسعد محسن الصباري | 2013  |       |       |
| 2 | عبد الرحمن ثابت شمسان                 | 2015  | 2020  |       |
| 4 | العميد الركن امين عبده حسن جعيش       | 2020  |       |       |
| 5 | العميد عبد الملك الأهدل               | 2020  |       |       |